# Regina de Camargo
Regina de Camargo Pires de Oliveira Dias ou simplesmente Regina de Camargo é uma empresária brasileira, co-proprietária da empresa de construção civil Camargo Corrêa (atual Mover Participações). Atualmente, ela e suas duas irmãs são as três mulheres mais ricas do Brasil.
Listada em 2016 entre os 32 maiores bilionários do Brasil pela revista Forbes.

## Vida pregressa
Regina de Camargo nasceu no Brasil, uma das filhas dos falecido Sebastião Camargo e Dirce Camargo.

## Carreira
Após a morte de sua mãe, em 2013, ela e suas irmãs herdaram o controle do Grupo Camargo Corrêa (atual Mover Participações), uma das maiores empresas privadas do Brasil.
De acordo com a Forbes, detinha um patrimônio estimado de US$ 2,3 bilhões em dezembro de 2014, hoje o valor equivaleria a 6,9 bilhões de reais.

## Vida pessoal
É casada com Carlos Pires de Oliveira Dias, vice-presidente do conselho administrativo da Camargo Corrêa.